# تيد دالتون
تيد دالتون (بالإنجليزية: Ted Dalton)‏ (1882 في المملكة المتحدة - ) هو لاعب كرة قدم بريطاني وإنجلترا (وحمل سابقاً جنسية المملكة المتحدة لبريطانيا العظمى وأيرلندا) في مركز الدفاع. لعب مع مانشستر يونايتد.

## وصلات خارجية
- تيد دالتون على موقع عالم كرة القدم.نت (الإنجليزية)